# دونالد غيري
دونالد غيري (بالإنجليزية: Donald Geary)‏ هو لاعب هوكي الجليد أمريكي، ولد في 10 يوليو 1926 في هامدن في الولايات المتحدة، وتوفي في 22 يوليو 2015.

## وصلات خارجية
- دونالد غيري على موقع EliteProspects.com (الإنجليزية)
- دونالد غيري على موقع HockeyDB.com (الإنجليزية)
- دونالد غيري على موقع أوليمبيديا (الإنجليزية)